# Sassetta (gemeente)
Sassetta is een gemeente in de Italiaanse provincie Livorno (regio Toscane) en telt 553 inwoners (31-12-2004). De oppervlakte bedraagt 26,6 km², de bevolkingsdichtheid is 21 inwoners per km².

## Demografie
Sassetta telt ongeveer 277 huishoudens. Het aantal inwoners daalde in de periode 1991-2001 met 0,9% volgens cijfers uit de tienjaarlijkse volkstellingen van ISTAT.
| Jaar | Inwoneraantal |
| ---- | ------------- |
| 1991 | 553           |
| 2001 | 548           |

Bibbona · Campiglia Marittima · Campo nell'Elba · Capoliveri · Capraia Isola · Castagneto Carducci · Cecina · Collesalvetti · Livorno · Marciana · Marciana Marina · Piombino · Porto Azzurro · Portoferraio · Rio Marina · Rio nell'Elba · Rosignano Marittimo · San Vincenzo · Sassetta · Suvereto
1. ↑  https://demo.istat.it/?l=it.